# Scroafa, Bulboaca
Scroafa a fost o localitate în Republica Moldova. La recensământul din 1930, era arondată plasei Bulboaca din județul Tighina, Regatul României. La 10 mai 1963, aflându-se în raionul Anenii Noi din fosta Republică Socialistă Sovietică Moldovenească, i s-a constatat dispariția. A fost alipită la Troița Nouă, Anenii Noi.